# Captain Marvel (DC Comics)

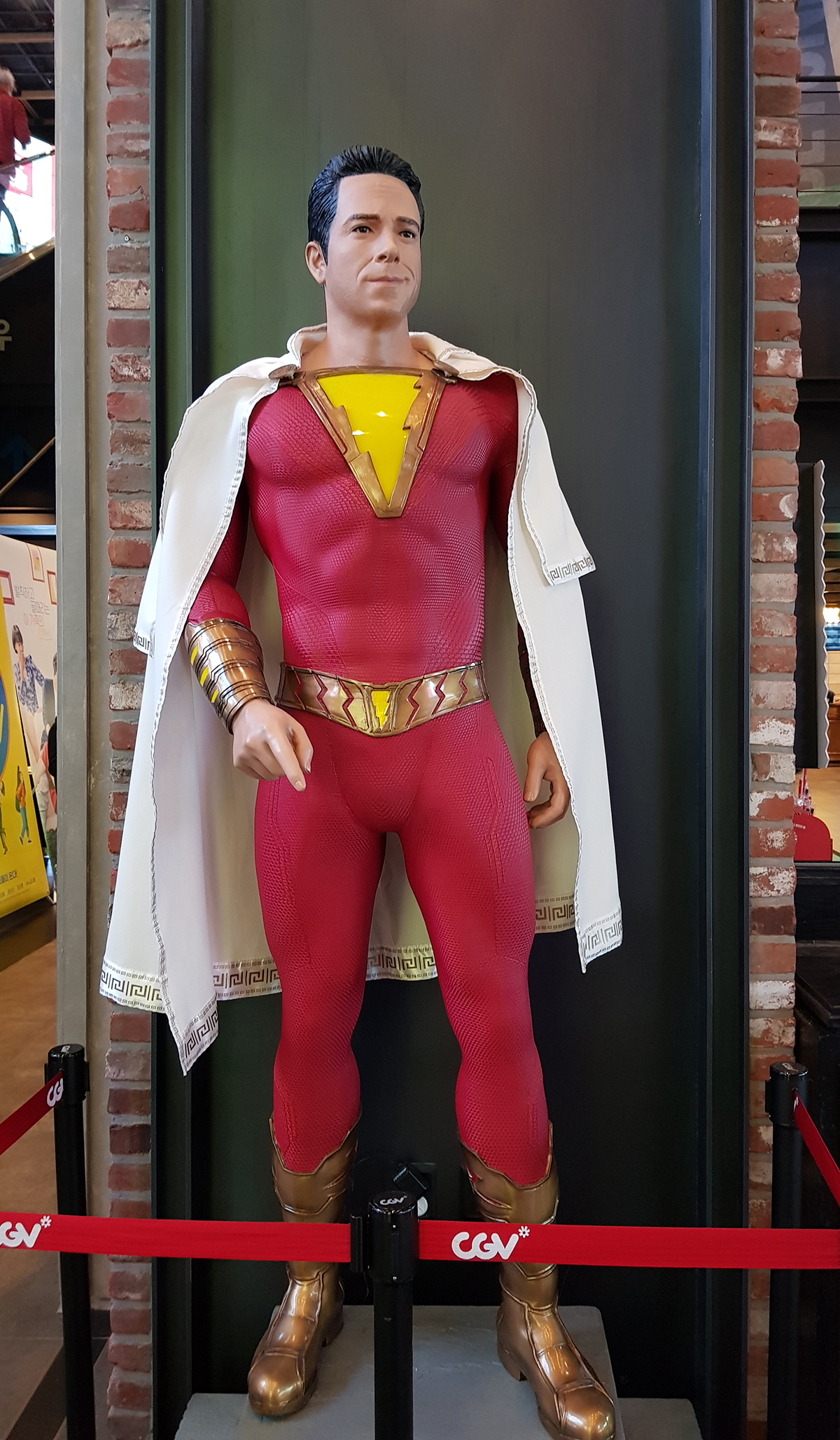
Captain-Marvel-Figur in einem Kino in Seoul (2019)

Captain Marvel (engl.) ist eine fiktive Figur im Besitz des US-amerikanischen Unterhaltungskonzerns WarnerMedia.
Der Charakter wurde ursprünglich 1939/1940 von den Amerikanern Bill Parker und C. C. Beck als Held einer gleichnamigen Comicserie entwickelt, die (mit Unterbrechungen) bis in die 1950er Jahre von dem New Yorker Verlag Fawcett Comics vermarktet wurde. Den Höhepunkt seiner Popularität erreichte der Captain in den späten 1940er Jahren als meistverkaufte Comicserie der damaligen Zeit und mit einem gleichnamigen Serial von Kinospielfilmen. In den frühen 1970er Jahren erwarb der Verlag DC-Comics, ein Tochterunternehmen von Time Warner, die Rechte an der Figur. Time Warner hat diese seither unter anderem für weitere Comics, im Rahmen einer Zeichentrickserie sowie in Form von Merchandising-Produkten (Actionfiguren, Frühstückboxen u. Ä.) genutzt. Darüber hinaus kam 2019 der Film Shazam! als Teil des DC Extended Universe in die Kinos, 2023 folgte Shazam! Fury of the Gods.

## Veröffentlichungsdaten
Das Konzept für Captain Marvel wurde 1939 von dem Autor Bill Parker entwickelt. Parker war zuvor von dem Verlag Fawcett Comics beauftragt worden, einen fiktiven Charakter zu schaffen, mit dem Fawcett den finanziellen Erfolg wiederholen wollte, den der Verlag DC-Comics seit 1938 mit dem „neumodischen“ Science-Fiction-Helden Superman feierte. Das visuelle Design der Figur, das bis heute im Wesentlichen unverändert geblieben ist, schuf der Parker von Fawcett zugeteilte Zeichner C. C. Beck, der seine Entwürfe dem Aussehen des Schauspielers Fred MacMurray nachempfand.
Nachdem die Verantwortlichen von Fawcett ihre Zustimmung zu Parkers und Becks Konzept gegeben hatten, begann der Verlag im Februar 1940 mit der Veröffentlichung von Captain-Marvel-Geschichten. Die erste Story um den Charakter erschien dabei schließlich in dem Comicheft Whiz Comics #2, dessen, später berühmt gewordenes, Titelbild – ein Mann der (ähnlich Superman auf dem Cover von Action Comics #1) ein Automobil durch die Luft schleudert – ebenfalls Captain Marvel zierte.
In den 1940er Jahren war Captain Marvel, gemessen an den Verkaufszahlen, dabei die erfolgreichste US-amerikanische Comicserie. Bereits Whiz Comics #2 verkaufte sich mehr als 500.000 Mal. Fawcett trug diesem Erfolg Rechnung, indem es die Reihen Captain Marvel Jr., Mary Marvel und Marvel Family ins Leben rief und 1942 sogar einen Hasen namens Hoppy the Marvel Bunny kreieren ließ, dem von 1945 bis 1947 ebenfalls eine eigene Reihe gewidmet wurde. Fawcett setzte die Veröffentlichung von Captain-Marvel-Geschichten schließlich bis 1953 fort. In diesem Jahr stellte der Verlag seine Tätigkeit infolge eines Rechtsstreits mit DC-Comics, das Fawcett bezichtigte mit Captain Marvel seinen, DCs, Charakter Superman zu plagiieren, ein.
Nachdem DC-Comics 1972 die Rechte an Captain Marvel erworben hatte, begann es mit der Veröffentlichung weiterer Comicgeschichten der Figur. In der Zwischenzeit hatte jedoch der Verlag Marvel Comics eine eigene Figur namens „Captain Marvel“ erschaffen und den Namen als Markennamen registriert. Aus diesem Grund darf DC den Namen „Captain Marvel“ bis heute nicht auf den Comic-Titelseiten oder sonst wie zu Werbezwecken verwenden, sondern benutzt stattdessen Ersatztitel wie „Shazam!“ oder „The Power of Shazam!“. Die Dialoge in den Comic-Geschichten selbst sind davon jedoch nicht betroffen, hier darf Captain Marvel weiterhin beim Namen genannt werden.
Die erste Ausgabe der neuen Serie, Shazam! #1, erschien im Februar 1973. Autor des Heftes war Dennis O’Neil, als Zeichner konnte der Captain Marvel Veteran C. C. Becks gewonnen werden. Spätere Hefte der Serie wurden von Bob Oksner, Kurt Schaffenberger und Don Newton illustriert. O’Neils Nachfolge als Autor von Shazam! übernahmen nacheinander Elliot S! Maggin und E. Nelson Bridwell. Die Serie erreichte insgesamt fünfunddreißig Ausgaben, die mit Neuabdrucken von Geschichten aus den 1940er und 1950er Jahren und mit neuem Material gefüllt waren, bevor sie im Juni 1978 eingestellt wurde. Danach wurden die Captain-Marvel-Geschichten bis 1983 als Zweitgeschichten in andere Serien integriert. Die Serien World’s Finest Comics (Ausgaben #253 bis #282, Oktober/November 1978 bis August 1982) und Adventure Comics (Ausgaben 491 bis #498, September 1982 bis April 1983) brachten in den Folgejahren Nachdrucke alter, sowie einige neue Geschichten der Reihe.
1986 veröffentlichte DC die vierteilige Miniserie Shazam! The New Beginning von Roy Thomas, die von Zeichner Tom Mandrake umgesetzt wurde, bei den „alten Fans“ jedoch mehrheitlich auf Ablehnung stieß. 1994 veröffentlichte DC die 96-seitige Graphic Novel The Power of Shazam, geschrieben und gezeichnet von Jerry Ordway, der auf ein sehr positives Echo bei der Kritik stieß und gute Verkaufszahlen für sich verbuchen konnte. Im Anschluss startete DC im März 1995 eine ebenfalls von Ordway geschriebene und gezeichnete (bzw. gemalte), ebenfalls The Power of Shazam betitelte, neue Captain-Marvel-Serie, die es bis 1999 auf und 48 Hefte (#1–47 sowie die Sonderausgabe #1.000.000) brachte. Hinzu kam ein 1996 erschienenes, als The Power of Shazam! Annual betiteltes, Special. Neben Ordway wirkten an der Serie die Künstler Mike Manley und Dick Giordano als Tuschezeichner sowie Glenn Whitmore als Colorist mit. Als Gastzeichner wurde Ordway (der sämtliche Hefte schrieb und alle Cover-Gemälde malte, das Heftinnere häufig jedoch nicht selbst zeichnen konnte) von Künstlern wie Peter Krause, Gil Kane und Curt Swan vertreten.
Nach Einstellung dieser Serie hatte Captain Marvel einige Jahre lang vor allem Gastauftritte in Serien mit anderen Hauptfiguren. Eine Ausnahme stellte dabei der im DIN A3-Format veröffentlichte gemalte Bildband Shazam! Power of Hope von Paul Dini und Alex Ross dar, der zu einem Bestseller wurde.
Zwischen September 2005 und März 2006 gab DC die von Judd Winick geschriebene und von Josh Middleton illustrierte Miniserie Superman/Shazam: First Thunder heraus, in der eine neue Version des ersten Zusammentreffens von Captain Marvel und Superman erzählt wird. Von August 2006 bis Juli 2007 folgte dann die zwölfteilige Maxiserie The Trials of Shazam! von Autor Judd Winick und Zeichner Howard Porter. Parallel dazu erschien zwischen Februar und Juli 2007 eine als Shazam! The Monster Society of Evil betitelte Miniserie bestehend aus vier je 48-seitigen Seiten Heften im gebundenen Prestige-Format von Jeff Smith, die noch einmal die Herkunftsgeschichte Captain Marvels erzählt.
Von 2008 bis 2010 wurde eine fortlaufende Serie namens Billy Batson and the Magic of Shazam! veröffentlicht.

## Erscheinungsbild

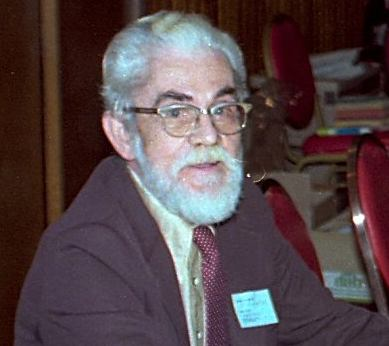
Der Zeichner C. C. Beck schuf 1939 das visuelle Design für Captain Marvel (Bild von 1982)

Captain Marvel wird traditionell als ein hoch gewachsener, muskulöser Mann mit attraktiven, leicht bulligen Gesichtszügen dargestellt. Gesichtsvorbild für den Superhelden war der in den 1930er und 1940er Jahren populäre Schauspieler Fred MacMurray.
Bei seinen Einsätzen trägt er ein rotes Kostüm, das an militärischen Uniformen und antiken ägyptischen und persischen Trachten orientiert ist. Auf seiner Brust prangt ein großes goldenes Blitzemblem, das das Symbol und Leitmotiv der Superhelden-Marke Captain Marvel ist.
Wie Superman trägt der Captain ein Cape (anders als Supermans roter Umhang ist dieses schneeweiß), das um seinen Hals gebunden ist und über seinen Rücken fällt. Das Cape ist den Zeremonienumhängen des britischen Adels nachempfunden, die Beck in den 1930er Jahren verschiedentlich in Zeitungsberichten gesehen hatte. Die Säume von Captain Marvels Cape sind mit goldenen Rändern besetzt. Ebenfalls gelb bis goldfarben sind Marvels Stiefel sowie Bänder, die um seine Handgelenke und seinen Bauch gewickelt sind.

## Hauptfigur und Handlung
Captain Marvel (gelegentlich auch Captain Thunder genannt) wird innerhalb seiner Abenteuer als ein magischer Superheld beschrieben, der seine außerordentlichen Fähigkeiten (Superkräfte) der Magie des gütigen Zauberers Shazam verdankt. Shazam, ein an den keltischen Merlin erinnernder, weißbärtiger alter Mann erschafft Captain Marvel in der ersten Captain Marvel Geschichte, indem er einen etwa zwölfjährigen Waisenjungen namens Billy Batson mit einem Zauberspruch belegt: Fortan kann Billy sich durch das Aussprechen des Namens des Zauberers in einen 1,90 Meter großen, stämmigen Mann verwandeln, der über Superstärke, Supergeschwindigkeit und -ausdauer, physische und magische Unverwundbarkeit, Furchtlosigkeit, Weisheit, sowie gesteigerte geistige Wahrnehmung und die Fähigkeit zu fliegen, verfügt.
Der Vorgang der Verwandlung von Billy Batson zu Captain Marvel ereignet sich dabei durch das Einschlagen eines Blitzes, der Billy trifft, sobald er den Namen des Zauberers (Shazam!) ausspricht. Spricht er ihn abermals aus, wird er durch einen zweiten Blitzeinschlag in Billy Batson zurückverwandelt. Das Wort Shazam ist ein Kunstwort, das sich aus den Anfangsbuchstaben der Namen von sechs mythologischen Figuren zusammensetzt, über deren charakteristische Fähigkeiten Captain Marvel verfügt: Salomon (Weisheit), Herkules (Stärke), Atlas (Ausdauer), Zeus (Macht), Achilles (Mut), Merkur (Schnelligkeit).
In seiner Geheimidentität als kleiner Junge arbeitet Billy Batson (eigentlich William Joseph Batson) als Junior-Moderator für den Radiosender WGBS und lebt bei seinem Onkel.
Im weiteren Verlauf der Captain-Marvel-Geschichten bekommt es Billy Batson mit einer Reihe schriller Schurken zu tun und muss eine Vielzahl von Problemen bewältigen, die sich aus seinem Doppelleben und aus den reifemäßigen Unzulänglichkeiten ergeben, die es mit sich bringt, dass Batson in seiner Superheld-Identität als naives Kind im Körper eines erwachsenen Mannes steckt.
Zu Billys Erzwidersachern als Captain Marvel zählen der glatzköpfige verrückte Wissenschaftler Doktor Sivana, der geniale Zwergwurm Mr. Mind, der Faschist Captain Nazi, sowie sein böses Spiegelbild Black Adam, der Mörder von Billys Eltern.

## Weitere Figuren

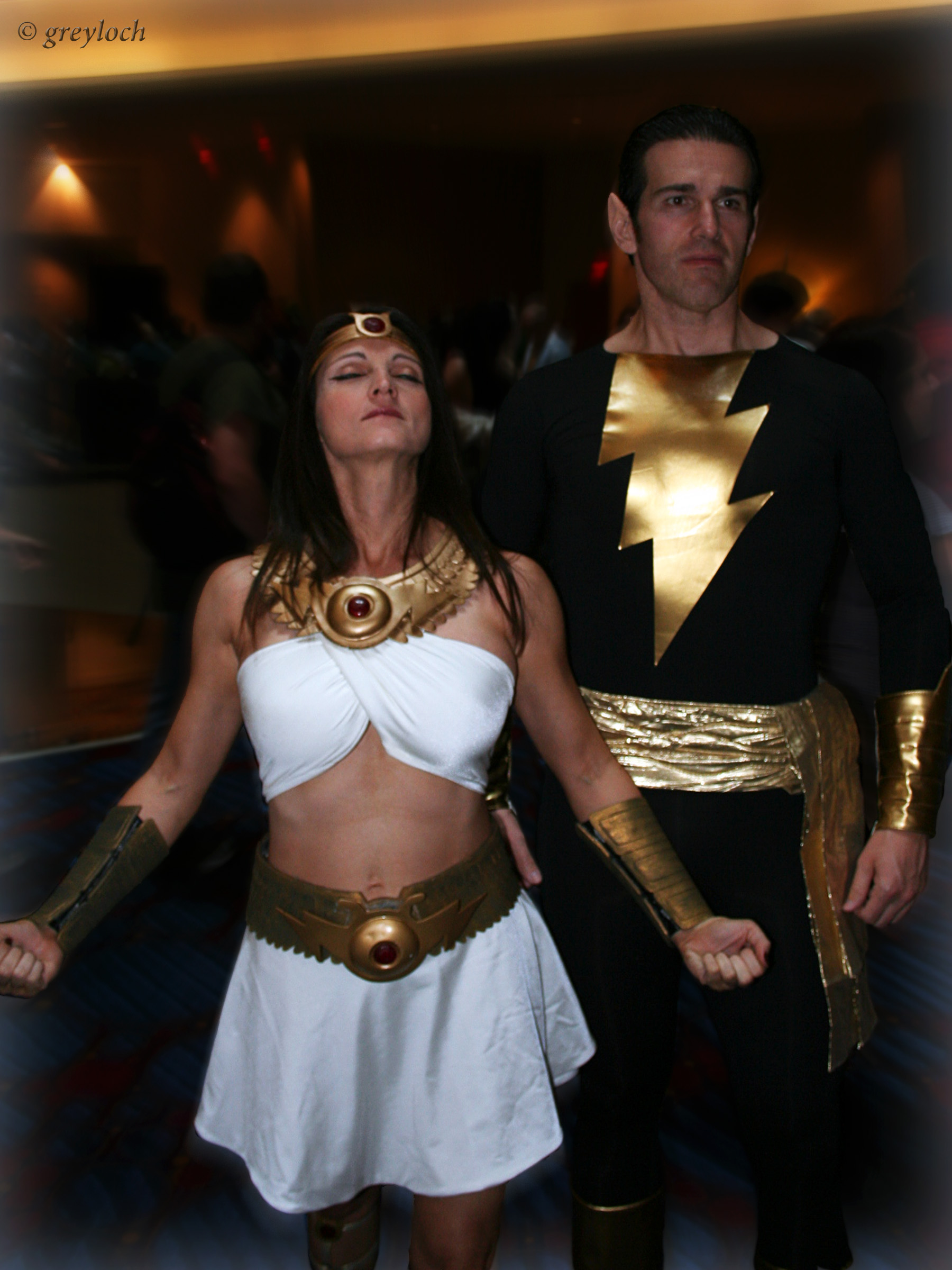
Isis und Black Adam (Cosplay 2011)

Das supporting cast von Captain Marvel besteht aus einer Reihe wiederkehrender Verbündeter und Schurken-Charakter. Marvels engste Verbündete sind die Mitglieder der sogenannten Marvel Family bestehend aus dem Zauberer Shazam, Captain Marvels Juniorpartner Captain Marvel Jr., sowie Marvels jüngerer Schwester Mary Marvel. Bis 1986 gehörten dieser zudem Figuren wie Uncle Marvel und Hillbilly Marvel an.
Weitere Nebenfiguren sind die Kinder von Marvels Erzfeind Dr. Sivana, Beautia und Magnificus Sivana, sowie Mister „Tawky“ Tawny ein sprechender Tiger. Hinzu kommt der Präsident von WHIZ Radio, dem Sender, für den Billy Batson arbeitet, Sterling Morris, Billys Freund Cissie Sommerly, seine Schuldirektorin Miss Wormwood und Marys Adoptiveltern Nick und Nora Bromfield.

### Arson Fiend
Arson Fiend, alias George Tweedle (engl. für „Brandstiftersatan“) ist ein ehemaliger Verkäufer von Versicherungen der sich mit einem Zaubertrank in ein dämonenähnliches Wesen namens Arson Fiend verwandeln kann, das durch seine Berührung alles, was er anfasst, in Brand setzen und Feuerbälle aus seinen Händen abfeuern kann.

### Black Adam
Black Adam war ursprünglich als Bösewicht für Fawcett Comics Marvel Family gedacht. Nachdem DC Comics wieder begann, Captain Marvel- bzw. Marvel Familie-Geschichten unter dem Titel Shazam! in den 70er Jahren zu veröffentlichen, wurde Black Adam als wiederkehrender Feind in die Geschichte eingebunden. Wie ursprünglich dargestellt, war Black Adam ein böser altägyptischer Vorgänger von Captain Marvel, der seinem Weg bis in die Neuzeit gefolgt ist, um den Helden und seine Marvel-Familie herauszufordern. In der wöchentlich erschienenen Serie 52 (2006/2007) heiratet er Isis.

### Captain Nazi
Der Charakter des deutschen Superschurken Captain Nazi wurde 1941 in die Captain Marvel Comics eingeführt. In dem Heft Master Comics #21 vom Dezember 1941 stellen Autor Bill Woolfolk und Zeichner Mac Raboy den Captain als das Produkt eines Experimentes der Nationalsozialisten vor: Dabei wurde die Physiologie des Probanden – eines glühenden Hitler-Anhängers – von Wissenschaftlern durch genetische Eingriffe so verändert, dass dieser zur lebenden Verkörperung der Vorstellung vom nordischen Übermenschen wurde.
Das äußere Erscheinungsbild von Captain Nazi – mit einem Hakenkreuzemblem auf der Brust, Monokel und auffälligen Schulterstücken – spiegelt optisch zahlreiche Klischeevorstellungen der Amerikaner vom deutschen Militarismus wider, wobei NS-Symbolik und preußischer Militärkitsch miteinander vermengt werden.
Als „Champion der Achsenmächte“ nimmt Captain Nazi als Gegenstück des „All American Hero“ Captain Marvel am Zweiten Weltkrieg teil und liefert sich in diversen Comicgeschichten Auseinandersetzungen mit Marvel und anderen Helden wie dem Bulletman. Diese lassen sich aus dem Blickwinkel der Kriegspropaganda leicht als Stellvertreterkämpfe deuten, bei denen die verschiedenen Figuren sich als symbolischer Ersatz für die von ihnen verkörperten Systeme prügeln: Wenn Captain Marvel und Captain Nazi sich in Heften wie Whiz Comics #25 miteinander „keilen“ – wobei Captain Marvel letztendlich natürlich gewinnt – so ist dies in letzter Konsequenz nichts anderes als der personalisierte Kampf der Lebensweisen des NS-Systems und des American Way of Life.
In Whiz Comics #25 ermordet Captain Nazi einen Mann namens Jacob Freeman und verkrüppelt dessen Enkelsohn Freddy, der später zu Captain Marvel Junior wird. Nachdem Captain Nazi letztmals in dem Heft Captain Marvel Jr. #14 von 1944 in einem Facett Comic auftrat, verschwand der Charakter für mehr als dreißig Jahre aus den Captain Marvel Comics. Erst 1978 in Shazam! #34 trat er wieder auf. Eine moderne Origin-Geschichte wurde ihm schließlich in The Power of Shazam! von 1995 gegeben: Dort wird erklärt, dass der Captain ursprünglich als Kämpfer auf Seiten der Achsenmächte am Zweiten Weltkrieg teilgenommen habe, und wie er während des Krieges gegen amerikanische Superhelden wie Spy Smasher gekämpft habe (Captain Marvel existierte in dieser modernen Version noch nicht während der Zeit des Weltkrieges, sondern nahm seine Superheldentätigkeit erst Jahrzehnte später auf). Nach der Niederlage des Dritten Reiches lässt Captain Nazi sich von seinem Bruder, dem Wissenschaftler Wolf Krieger, einfrieren, um nach einigen Jahrzehnten zurückkehren und ein neues „Viertes Reich“ errichten zu können.
Gemeinsam mit seiner Enkeltochter Madame Libertine kämpft er in der Serie The Power of Shazam einige Male gegen Captain Marvel und ist auch in dieser Version für die Verkrüppelung von Freddy Freeman verantwortlich (Power of Shazam #6–8), die auch in dieser Variante die Initialzündung für seine Verwandlung in Captain Marvel Jr. ist). In anderen Comicserien legt Nazi sich u. a. mit Batman (Batman #647), Black Adam (52) und Wonder Woman an. Nachdem ihn der Batman-Gegner Red Hood in einer Geschichte scheinbar getötet hatte, kehrt Nazi in Villains United Special #1 zurück, wo er enthüllt, kein Mensch, sondern eine Art okkultes Wesen zu sein, das durch einen Zauber auf der Grundlage einer spirituellen Verbindung so lange weiter existieren würde, wie es noch Menschen gibt, die der NS-Ideologie anhängen: Das heißt, so lange wie es Nazis gibt, würde auch die Beschwörung, durch die er existiert, anhalten und er weiterexistieren.

### Chain Lightning
Chain Lightning (engl. für „Kettenblitz“) ist ein Metawesen, mit dem Captain Marvel es verschiedentlich zu tun bekommt. Hinter Chain Lightning verbirgt sich ein Mädchen namens Amy, das an einer multiplen Persönlichkeitsstörung leidet (weitere Persönlichkeiten sind ihr inneres Kind, ihr Es und die verbitterte Amber). Lightning verfügt über die Fähigkeit, Elektrizität zu kontrollieren. Da sie so die Machtquelle der Marvels – Blitze – absorbieren und die Marvels ihrer Kräfte berauben kann, zählt sie zu den gefährlichsten Widersachern der Marvels.

### Doctor Sivana
Doctor Sivana, alias Thaddeus Bodog Sivana, ist der Erzfeind von Captain Marvel. Er wurde erstmals in dem Comicheft Whiz Comics #2 von 1940 vorgestellt (Autor: B. Parker, Zeichner: C. C. Beck).
Sivana, der sich selbst als „The World's Wickedest Scientist“ bezeichnet, ist der stereotype verrückte Wissenschaftler in Captain Marvels Schurkengalerie: Er wird meist als ein kleinwüchsiger, glatzköpfiger Mann mit einer dicken Brille dargestellt. Sivana, ein genialer Erfinder und Stratege, dessen Markenzeichen sein kicherndes Gelächter „Heh! Heh! Heh!“ ist, ist der häufigste Widersacher von Marvel und seinen Verbündeten. Üblicherweise rückt er den Marvels ausgestattet mit allerlei wundersamen technischen Geräten zu Leibe. Ein Beispiel dafür ist das sogenannte „Suspendium“, eine Zeitreisemaschine, in der er sich und die Marvels einmal aus Versehen einsperrt und über Jahrzehnte in einem Gefrierzustand gefangen hält. Ein Umstand, mit dem die Redakteure von DC 1973, innerhalb der Handlung der Captain-Marvel-Geschichten, die Veröffentlichungspause der Serie zwischen 1953 und 1973 erklärten. Sivana unterliegt jedoch schließlich regelmäßig, worauf meist die leitmotivische Phrase „Curses! Foiled again!“ folgt (etwa: „Verflucht! Mein Plan wurde schon wieder durchkreuzt!“). Spätere Geschichten machen Sivana einmal zum Stiefonkel von Captain Marvels Alter Ego Billy Batson (Shazam: The New Beginning, 1986) und andererseits zum wahnsinnig gewordenen ehemaligen Chef eines großen Wirtschaftsunternehmens namens Sivana Industries.
In seiner Ursprungsversion ist Sivana ein alleinerziehender vierfacher Vater. Seine Sprösslinge sind die gutmütigen erwachsenen Kinder Beautia und Magnificus sowie die bösen Teenager Georgia und Thaddeus Jr, mit denen zusammen er die Schurkengruppe The Sivana Family formiert, das böse Spiegelbild zu Captain Marvels Marvel Family. Die vier Kinder wurden 1986 aus den Captain Marvel Comics herausgeschrieben, Beautia und Magnificus wurden 1994/1995 jedoch wiederum neu in die damaligen Captain-Marvel-Geschichten eingeführt. 2006 wurden schließlich auch die beiden verbliebenen Kinder, Thaddeus Jr. und Georgia wieder in die Geschichten um Captain Marvel aufgenommen. Sivanas Ex-Ehefrau Venus Sivana tritt einmal kurz in Power of Shazam! #27 auf.
In jüngeren Geschichten führt Sivana einmal die Schurkengruppe Fearsome Five an (Outsiders #13–15, 2004), entwickelt futuristische Waffensysteme für die Gangstergruppe Intergang, während er auf der tropischen Insel Oolong Island hauste, und wird zeitweise sogar zum Generalstabsanwalt der US-Regierung ernannt (Shazam! The Monster Society of Evil #2, 2007). Im Fernsehen wurde er in der Sendung Legends of the Superheroes (1979) von Howard Morris verkörpert. Als Zeichentrickcharakter trat er zudem in The Kid Superpower Hour with Shazam! auf.

### Ibac
Ibac, alias Stanley „Stinky“ Printhwistle, ist ein Krimineller der erstmals in Captain Marvel Adventures #8 von 1942 vorgestellt wird (Autor: Otto Binder, Zeichner: C. C. Beck). Dort erfährt man, dass Printhwistle ursprünglich ein Kleinkrimineller war, der in einer von ihm selbst herbeigeführten Brückenexplosion ums Leben kam. Nach seinem Tod wird er von Luzifer im Austausch für seine Seele zu einem „mächtigen Streiter für das Böse“ gemacht und in die Welt der Lebenden zurückgeschickt.
Seither führt Printhwistle ein Doppelleben: Die meiste Zeit ist er nach wie vor als sein altes, chronisch erfolgloses Ich als kleiner, dürrer, grauhaariger Gauner. Wenn er jedoch das magische Wort „IBAC“ (Akronym aus: Iwan, Borgia, Attila und Caligula) ausspricht, verwandelt er sich in den übermenschlich starken Koloss Ibac. Als IBAC verfügt er über die Fähigkeiten von vier historischen Schurken: Von Iwan dem Schrecklichen, dem russischen Fürsten, hat er die Fähigkeit geerbt, Schrecken zu verbreiten. Von dem florentischen Staatsmann Cesare Borgia hat Ibac die Gabe der Tücke übernommen. Von Attila dem Hunnenkönig die Wildheit. Und von dem wahnsinnigen römischen Kaiser Caligula die Grausamkeit. In Analogie zu Billy Batson, der sich durch das Einschlagen eines Blitzes in Captain Marvel verwandelt, wird Printhwistle durch eine grüne Flamme und Bimssteindämpfe, die ihn umwabern, in Ibac transformiert. Da Ibac relativ unselbständig und eher dümmlich ist, arbeitet er häufig als Handlanger anderer Schurken: So gehört er in einigen Geschichten der Secret Society of Super Villains an und in anderen dem Klub der Erzfeinde von Captain Marvel, der Evil Monster Society of Evil. In einigen Geschichten erscheint Ibac im Gegensatz dazu als geläuterter, eher harmloser Geselle, der seine Versuche, Captain Marvel beizukommen, als erfolglos aufgegeben hat (und aufgrund seiner chronischen Erfolglosigkeit noch immer im Besitz seiner Seele ist).

### King Kull
King Kull ist der König der Beastmen, einer neanderthaler-ähnlichen Rasse, die in den Captain Marvel Comics in antiken Zeiten die Erde beherrschte. Die menschliche Rasse wird in der Urzeit von den Beastmen als Sklaven gehalten, bevor sie sich auflehnt und Kulls Volk vernichtet. Kull überlebt dies, indem er sich in einer Höhle verbirgt. Jahrtausende später kehrt er zurück, um sich mit Hilfe der futuristischen Technologie seines Volkes an der Menschheit zu rächen, und gerät so mit Captain Marvel aneinander.

### Mister Atom
Mister Atom ist ein durch nukleare Energie angetriebener intelligenter Roboter, mit dem Captain Marvel in den neueren Captain Marvel Comics mehrfach aneinandergerät. Als sein Schöpfer wird ein Mann namens Dr. Charles Langley identifiziert.

### Mr. Banjo
Mr. Banjo, alias Kurt Filpots, ist ein Agent der Achsenmächte, mit dem Captain Marvel es in mehreren Geschichten, die während des Zweiten Weltkriegs veröffentlicht wurden, zu tun bekommt. In diesen Geschichten wird er als ein unscheinbarer Mann dargestellt, der einen zerknitterten grünen Anzug und einen Strohhut trägt. Sein Markenzeichen ist ein altes Banjo, das er ständig bei sich trägt. Die von ihm ausspionierten Informationen übermittelt Banjo seinen Auftraggebern in chiffrierter Weise durch die musikalischen Noten bzw. Klänge seines Spiels.

### Mister Mind
Mister Mind ist ein winziges wurmähnliches Lebewesen vom Planeten Venus, das über einen genialen Verstand sowie über mentale Kräfte verfügt, die es ihm ermöglichen, andere Wesen durch Telepathie zu kontrollieren. Die Figur wurde erstmals in Captain Marvel Adventures #22 von 1943 vorgestellt (Autor: Otto Binder, Zeichner: C. C. Beck). Der amerikanische Mythenforscher Don LoCicero deutet Mr. Mind als eine moderne Version der Midgardschlange, einer monströsen Kreatur der nordischen Mythologie.
Mit Hilfe einer von ihm geführten Organisation namens The Monster Society of Evil versucht Mind immer wieder, die Erde zu erobern, wobei seine Pläne üblicherweise von Captain Marvel vereitelt werden. Der Society gehören dabei die meisten anderen Captain Marvel Gegner (wie Ibac und Sabbac) sowie diverse Monsterkreaturen wie Werwölfe, Krokodilmänner, Schweinemänner, ein Riesenoktopus, ein Mann mit Nilpferdkopf usw. sowie normale Kriminelle wie typische Chicagoer Gangster der 1920er Jahre an. In den Captain-Marvel-Geschichten aus der Zeit des Zweiten Weltkrieges waren in der Society auch die Führer der Achsenmächte Hitler, Mussolini und Tojo als „Ehrenmitglieder“ vertreten.
Mr. Mind hat die Angewohnheit, sich – wie ein Bandwurm – in den Köpfen anderer Wesen einzunisten, um diese besonders effektiv kontrollieren zu können. Seine Pläne sind üblicherweise durch absurde Beielemente gekennzeichnet: So versucht er einmal, den amerikanischen Marinehafen Pearl Harbour in Wiederholung des japanischen Angriffs von 1941 ein zweites Mal zu bombardieren. Ein anderes Mal plant er, die Vereinigten Staaten von Amerika unter einem riesigen Gletscher zu begraben. Eine andere Geschichte beschreibt seinen Versuch, die chinesische Armee mit Hilfe der Chinesischen Mauer (die er auf telekinetische Weise durch die Luft schweben lässt) zu erschlagen. Und in wieder anderen Geschichten versucht er, eine Invasion Schottlands mit Hilfe einer schwimmenden Insel durchzuführen, einen künstlichen Vulkanausbruch in Großbritannien auszulösen oder Russland mit einem zehn Kilometer Durchmesser messenden Geschütz zu befeuern.
Abseits solcher eher bizarren Eskapaden handeln verschiedene Geschichten von bedrohlicheren Plänen Minds. In den moderneren Captain-Marvel-Geschichten gehört Mind ursprünglich einer Rasse gleichartiger Wurmwesen an, die zusammen mit ihm versuchen die Erde zu erobern. Später agiert er als Einzelgänger. Nach zahlreichen Auseinandersetzungen mit Captain Marvel gerät Mind in die Gewalt von Doktor Sivana, der ihn mit einem fiktiven Element namens Suspendium bestrahlt und so eine Mutation Minds in Gang setzt: Das Würmchen entwickelt sich so zu einem riesenhaften Wurmmonster, das über die Fähigkeit verfügt, sich durch das Raum-Zeit-Kontinuum zu fressen (d. h. Realität zu vertilgen).

### Mr. Who
Mr. Who ist ein verkrüppelter Wissenschaftler, der Captain Marvel mit Hilfe von Superkräften zu Leibe rückt, die er Solution Z nennt, einer Chemikalie, die es ihm ermöglicht, seine körperliche Gestalt zu wandeln.

### Oggar
Oggar ist ein Schurke, der vor allem in den alten Captain-Marvel-Geschichten aus der Zeit vor 1986 auftrat. Dort erscheint er als ein magisches Wesen, das von sich selbst behauptet, der mächtigste Unsterbliche der Welt zu sein. Sein auffälligstes Merkmal ist, dass er anstatt Füße Hufe besitzt, seit der Zauberer Shazam ihn mit einem Spruch belegt hat. Da Oggars Magie gegen Frauen unwirksam ist, wird zu seiner Bezwingung meist Mary Marvel herangezogen.

### Rowdy Sparkle
Rowdy Sparkle ist ein „witziger“ Schurke, der sich für den „härtesten Kerl auf der Welt“ hält, seit er das Buch „How to Do Everything“ gelesen hat. Sein Cousin ist der Bonvivant Sunny Sparkle.

### Sabbac
Sabbac ist eine der vielen magischen Kreaturen, mit denen Captain Marvel sich häufig auseinandersetzen muss. Optisch ähnelt Sabbac – mit roter Haut, Hörnern und Feueratem – der christlichen Vorstellung vom Drachen. Seinen Namen verdankt Sabbac dem Umstand, dass er die Fähigkeiten von sechs Dämonen (Satan, Aym, Belial, Beelzebub, Asmodeus und Craeteis) in sich vereint. In seiner ursprünglichen Version verbirgt sich hinter Sabbac der Teenager Timothy Karnes, der Pflegebruder von Captain Marvels Juniorpartner Captain Marvel Jr. Später stirbt Karnes in einer Geschichte der Serie The Outsiders. Ihm folgt ein russischer Krimineller namens Ishame Gregor als neuer Sabbac nach.

### Shazam
Shazam ist in den Captain Marvel Comics ein weiser alter Zauberer, der als Mentor von Billy Batson/Captain Marvel fungiert. Außerdem ist Shazam in allen Varianten des Stoffes derjenige, dem Billy seine Superkräfte als Captain Marvel zu verdanken hat.
Shazam tritt erstmals in Whiz Comics #2 vom Februar 1940 auf. Dort erfährt der Leser, dass der Zauberer seit Jahrhunderten das Böse auf der Erde bekämpft habe, nun aber alt sei und einen Nachfolger brauche. Aus diesem Grund führt er den tapferen Waisenjungen Billy Batson in seine Unterkunft, eine als „Rock of Eternity“ („Fels der Ewigkeit“) bezeichnete Höhle, die an einem magischen Ort außerhalb von Raum und Zeit existiert. Durch einen Zauberspruch stattet er Billy mit den Fähigkeiten von Salomon, Herakles, Atlas, Zeus, Achilles und Merkur aus und schickt ihn aus, seinen Kampf fortzuführen. Getarnt als weißbärtiger „alter Herr von Nebenan“, Jebediah O'Keenan, steht Shazam seinem jungen Schüler und den anderen Marvel-Helden, die er nach und nach mit Hilfe seiner Magie erschafft (Mary Marvel, Captain Marvel Jr.), mit Rat und Tat zur Seite.
In späteren Geschichten wird Shazam eine Hintergrundgeschichte gegeben. Dieser in World’s Finest Comics #262 veröffentlichten Geschichte zufolge begann Shazam seine Laufbahn als junger Schafhirte Jebediah of Canaan (Jebediah aus Kanaan) im antiken Kanaan vor rund 5000 Jahren. Dort wird er zum Proto-Superhelden „The Champion“ der durch das Aussprechen des Wortes „VLAREM!“ (ein Anagramm des Wortes „Marvel“) die Fähigkeiten der fiktiven Götter Voldar (Stärke), Lumian (Weisheit), Arel (Geschwindigkeit), Ribalvei (Macht), Elbiam (Weisheit) und Marzosh (Ausdauer) erhält. In anderen Geschichten wird geschildert, wie der junge Shazam gemeinsam mit einer Dämonin die Halbdämonen Blaze und Satanus zeugt, die später zu Kontrahenten seines Schützlings Captain Marvel werden. Ein weiterer Schurke, bei dessen Erschaffung Shazam eine Rolle spielt, ist Black Adam: Diesen erschafft Shazam im antiken Ägypten, als er – bei seinem ersten Versuch, einen Nachfolger zu rekrutieren – den jungen Teh-Adam, den Sohn des Pharaos, in völliger Fehleinschätzung seines Charakters, mit Teilen seiner Magie ausstattet. Adam ermordet, von Shazams Tochter Blaze zum Bösen verführt, bald darauf seinen Vater und ernennt sich selbst zum neuen Pharao. Shazam tötet seinen missratenen Schüler und versiegelt seine Kräfte in einem Juwel, das Jahrhunderte später von Theo Adam, einer Reinkarnation Teh-Adams, gestohlen wird, der so zu Black Adam wird. Nach Billy Batsons Heimat Fawcett City wurde Shazam laut dieser Geschichte verschlagen, da er einer wissenschaftlichen Expedition folgte, die Artefakte, die sie in den ägyptischen Pyramiden barg, ins Museum der Stadt brachte. Shazam lässt sich daraufhin in der Nähe des Museums nieder, um die magischen Gegenstände besser im Auge behalten zu können, und wird so schließlich auf den aufgeweckten Billy aufmerksam.
In der Storyline The Trials of Shazam wird Shazam schließlich von einem Wesen namens The Spectre getötet. Shazams Nachfolge als Hüter des Rock of Eternity tritt daraufhin Captain Marvel (Billy Batson) an der sich fortan einfach Marvel nennt. Batsons Nachfolger als neuer Captain Marvel wird indessen Freddie Freeman (CM3).

## Adaptionen
Der Captain-Marvel-Stoff wurde erstmals 1941 mit dem Schauspieler Tom Tyler in der Hauptrolle verfilmt. Der von dem Studio Republic Pictures produzierte Film Adventures of Captain Marvel erschien als ein zwölfteiliges Film-Serial über mehrere Monate verteilt.
Zwischen 1974 und 1977 produzierte das Studio Filmation eine Shazam-Fernsehserie für den US-Fernsehsender CBS, die zwischen 1975 und 197x als halbstündige Show Teil der Sendung The Shazam!/Isis Hour war. Die Rolle des Billy Batson spielte dort Michael Gray, während Jackson Bostwick (1. Staffel) und John Davey (2. und 3. Staffel) als Captain Marvel auftraten.
Ab 1978 produzierten die Hanna-Barbera Productions einige mit niedrigen Budgets hergestellte Comedy-Specials über Captain Marvel als Teil der Serie Legends of the Superheroes (1978). Die Hauptrolle spielte Garrett Craig.
Von 1981 bis 1982 sendete NBC schließlich eine, erneut von Filmation produzierte, Zeichentrickserie unter dem Titel Kid Superpower with Shazam!. In der Zeichentrickserie Justice League Unlimited wurde Captain Marvel im US-Original von Jerry O’Connell synchronisiert, während Billy Batson von Shane Haboucha gesprochen wurde.
Als Teil des DC Extended Universe erschien 2019 der Kinofilm Shazam. 2023 erschien die Fortsetzung Shazam! Fury of the Gods.

## Captain Marvel als Referenzmarke der Popkultur
Der Captain-Marvel-Stoff hat auf verschiedene Weise Eingang in die Popkultur gefunden. So ist Marvels Markenzeichen-Spruch „Shazam!“ seit den 1940er Jahren als geflügeltes Wort in die amerikanische Umgangssprache eingesickert. Ein prominenter Benutzer des Wortes war beispielsweise Gomer Pyle, eine Figur in der Comedysendung The Andy Griffith Show aus den 1960er Jahren. Im Kino hat das Wort Verwendung in Filmen wie Spider-Man und Austin Powers in Goldständer gefunden.
Captain Marvel selbst wurde in Anspielungen und Scherzen in dem Film West Side Story und den TV-Shows The Monkees, M*A*S*H und American Dad! benutzt. Der Gitarrist Duane Eddy veröffentlichte 1960 den Song Shazam, während Elvis Presley, in den 1940er Jahren ein Leser der Captain-Marvel-Comics, seine berühmte Schmalzlocken-Frisur der Frisur von Captain Marvels Juniorpartner Captain Marvel Junior nachempfand. Die Beatles wiederum bauten Captain Marvel in das Lied The Continuing Story of Bungalow Bill (1968) ein.